# Palazzo Braschi

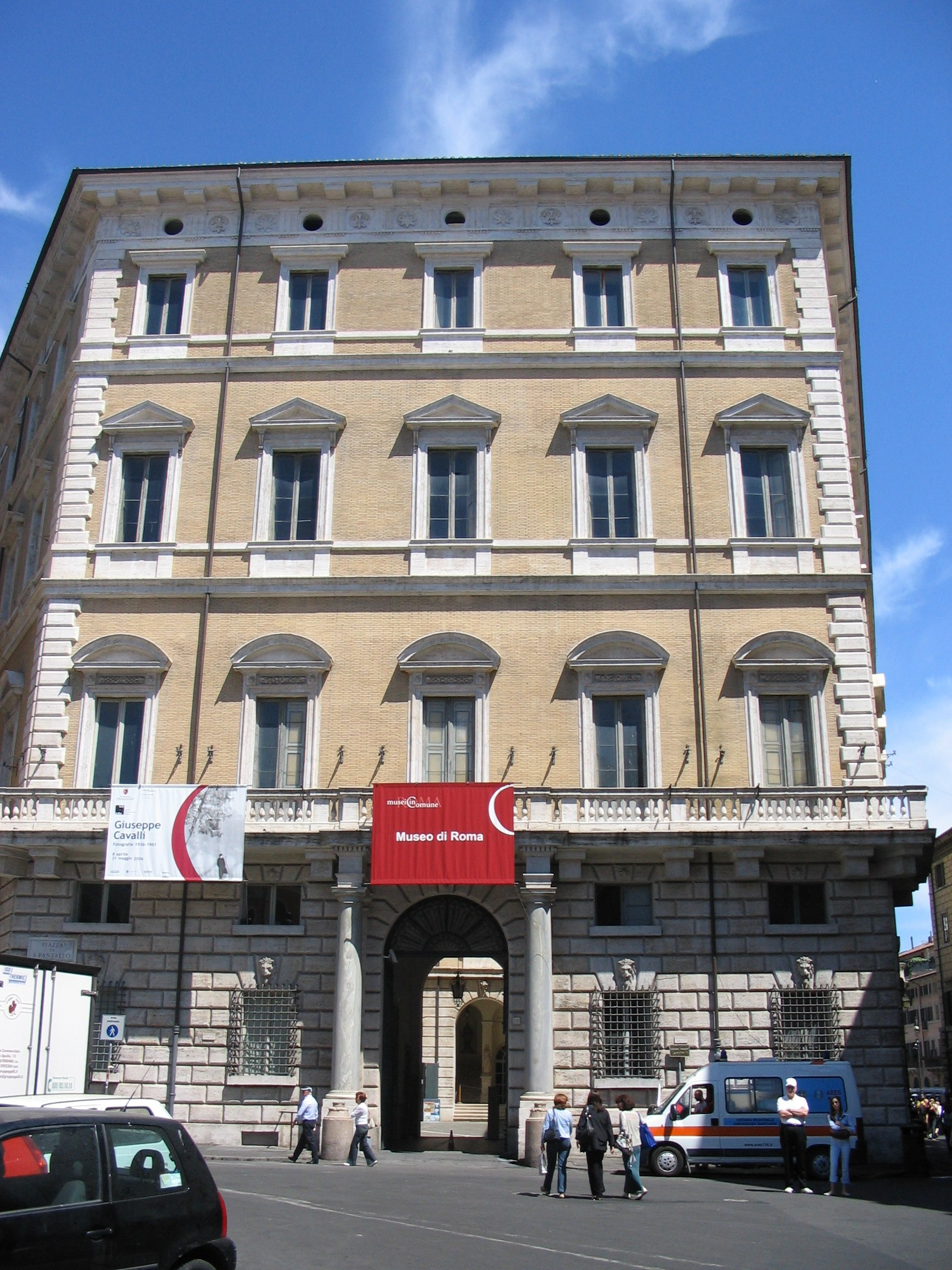
Palazzo Braschi, Fassade zur Piazza San Pantaleo

Der Palazzo Braschi ist ein Palast im Stadtteil Parione der italienischen Hauptstadt Rom.
Der neoklassizistisches Palast befindet sich zwischen der Piazza Navona, der Straße Corso Vittorio Emanuele II und der Piazza di Pasquino. Im Palast befindet sich das städtische Museo di Roma.
Errichtet wurde der Palast im Auftrag von Luigi Braschi Onesti, einem Neffen des Papstes Pius VI. Die Gestaltung übernahm der Architekt Cosimo Morelli. 1790 wurde das Gelände von Braschi mit finanzieller Unterstützung seitens seines Onkels erworben. Der zuvor auf dem Grundstück befindliche Palast aus dem 16. Jahrhundert, den Giuliano da Sangallo für Francesco Orsini errichtet hatte, wurde abgerissen. Während der napoleonischen Besetzung von Rom ruhte das Bauvorhaben ab Februar 1798. Die dort befindlichen Kunstwerke wurden von den Franzosen beschlagnahmt. Im Jahre 1809 bezog Braschi Onesti den Palast und wurde dort zum Bürgermeister der Stadt Rom. Im Jahre 1816 verstarb er, als der Palastbau noch nicht vollendet war. Da das Familienvermögen der Braschis erschöpft war, blieb der Bau bis 1871 unvollendet. Schließlich verkaufte die Familie Braschi den Palast an den italienischen Staat und der Palast wurde vollendet. Während der faschistischen Zeit unter Benito Mussolini befand sich dort bis 1925 das Innenministerium und das politische Hauptquartier Mussolinis. Nach dem Ende des Zweiten Weltkrieges wurden Flüchtlingsfamilien in dem Palast untergebracht. 1952 wurde im Gebäude das Städtische Museum Museo di Roma (Heimatmuseum) der Stadt Rom untergebracht.